# СК-4 (комбайн)
СК-4 (самоходный комбайн, 4-я модель) — советский зерноуборочный комбайн, выпускавшийся заводами Ростсельмаш и Таганрогским комбайновым с 1960 по 1973 год.
За его создание коллектив конструкторов под руководством Х. И. Изаксона был награждён Ленинской премией. В 1963 году комбайн был удостоен наград Лейпцигской международной торговой ярмарки, выставок-ярмарок в Брно и Будапеште. Пришёл на смену комбайну СК-3.

## Модификации
В 1969 году комбайн был модернизирован, получив название СК-4А. Дека СК-4А стала двухсекционной с увеличенным углом обхвата, отбойный битер был установлен в новое положение и увеличилась его окружная скорость, был поставлен более мощный двигатель, модернизированы рабочие органы. Выпуск СК-4А был прекращён в 1973 году, всего было выпущено 870147 штук СК-4 и СК-4А. Выпускались и другие модификации: на полугусеничном (СКП-4 и СКПР-4) и гусеничном ходу (СКГ-4), навесной, на самоходное шасси СШ-75, комбайн НК-4. Всего, с модификациями, было выпущено 936670 комбайнов.

## Технические характеристики
- Пропускная способность молотилки — до 3,8 кг/с.